# 市来秋果
市来 秋果（いちき しゅうか）は、NHKのアナウンサー。

## 人物・来歴
鳥取県鳥取市出身。
鳥取県立鳥取西高等学校、神戸市外国語大学外国語学部ロシア学科を卒業後、2021年4月、地域職員アナウンサーとしてNHKに入局。初任地は、地元の鳥取放送局。2025年8月に広島放送局へ異動。

## 嗜好・挿話
- 好きなものは、運動、温泉、インド映画[2]。

## 現在の担当番組
- おはようちゅうごく（隔週キャスター[注釈 1]：2025年8月 - ）
- 広島県・中国地方のニュース
  - お好みサタデー（土曜日・シフト勤務）
  - お好みサンデー（日曜日・シフト勤務）
  - お好みホリデー（祝日・シフト勤務）
  - ニュースちゅうごく645（県域放送休止時の上記の代替）
  - お好み845（平日・シフト勤務）
- ひろしま コイらじ（日替りアナウンサー・不定期）

✳︎高校野球中継

## 過去の出演番組

### 鳥取放送局時代（2021年度 - 2025年7月）
- どーも、NHK（2021年6月13日・新人お披露目）
- あさイチ（2023年度 - ） - 山陰地域中継リポーター[3][4]
- いろ★ドリ「おじゃまシマス」（不定期）
- 鳥取県のニュース・中継・リポート
- おはよう山陰 キャスター（2023年4月 - 2025年3月）
- 台風7号関連特設ニュース（2023年8月15日・全国放送） - 鳥取放送局より鳥取県の災害状況を伝えた[注釈 2]
- おはようひろしま（NHKニュースおはようちゅうごく）キャスター（2024年1月22日 - 1月26日） - 広島県・中国地方のニュース・気象情報（広島放送局への応援）
- 第97回選抜高等学校野球大会（2025年3月30日） - スタンドリポート